# Pat McNalley
Pat McNalley né le 17 août 1916 en Virginie et mort le 19 juin 1966 à Los Angeles, Californie est un maquilleur américain ayant travaillé à partir de 1956 pour Walt Disney Pictures.

## Filmographie
- 1948 : Alerte au ranch
- 1948 : La Proie
- 1948 : When My Baby Smiles at Me
- 1949 : Les Bas-fonds de Frisco
- 1949 : Allez coucher ailleurs
- 1950 : The Texan Meets Calamity Jane
- 1951 : Face à l'orage
- 1952 : The Roy Rogers Show (TV, 3 épisodes)
- 1953 : La Plage déserte
- 1957-1961 : Zorro (82 épisodes)
- 1957-1958 : The Saga of Andy Burnett (6 épisodes)
- 1957 : Fidèle Vagabond
- 1958 : Lueur dans la forêt
- 1958 : Signé Zorro
- 1958 : Tonka, cheval sauvage (Tonka) de Lewis R. Foster
- 1959 : Quelle vie de chien !
- 1959 : Darby O'Gill et les Farfadets
- 1959 : Le Clown et l'Enfant
- 1960 : Pollyanna
- 1960 : Les Dix Audacieux
- 1961 : Monte là-d'ssus
- 1961 : La Fiancée de papa
- 1961 : Babes in Toyland
- 1962 : Un pilote dans la Lune
- 1962 : Bon voyage !
- 1962 : Sammy, the Way-Out Seal (téléfilm)
- 1962 : Compagnon d'aventure
- 1963 : Après lui, le déluge
- 1963 : Sam l'intrépide
- 1963 : L'Été magique
- 1963 : Johnny Shiloh (téléfilm)
- 1963 : L'Incroyable Randonnée
- 1964 : Les Mésaventures de Merlin Jones
- 1964 : Les Pas du tigre
- 1964 : Mary Poppins
- 1965 : Calloway le trappeur
- 1965 : Un neveu studieux
- 1965 : L'Espion aux pattes de velours
- 1965-1966 : Gallegher (série TV)
- 1965 : Kilroy (téléfilm)
- 1966 : Quatre Bassets pour un danois
- 1966 : Lieutenant Robinson Crusoé
- 1966 : Demain des hommes
- 1966 : Rentrez chez vous, les singes !
- 1967 : L'Honorable Griffin
- 1967 : La Gnome-mobile